# Xi Cygni
Désignations
Xi Cygni (ξ Cyg) est une étoile binaire spectroscopique de la constellation du Cygne. Sa magnitude apparente est de 3,70. D'après la mesure de sa parallaxe annuelle par le satellite Hipparcos, le système est situé à environ 260 pc (∼848 al) de la Terre. Il se rapproche du Système solaire à une vitesse radiale de −19 km/s.
Le système comprend deux étoiles qui tournent l'une autour de l'autre selon une période de 18 ans et avec une excentricité modérée. Sa composante primaire est une supergéante rouge d'un type spectral atour de K4, tandis que la composante secondaire est une étoile blanche de la séquence principale de type A1.5 V. La supergéante émet des vents stellaires dont la vitesse a été mesurée à environ 50 km/s, mais il existe des variations dans cette vitesse et dans la force de ses raies spectrales.